# Sex and the City – Der Film
Sex and the City – Der Film ist eine US-amerikanische Filmkomödie aus dem Jahr 2008. Sie beruht auf der Fernsehserie Sex and the City aus den Jahren 1998 bis 2004. Regie führte Michael Patrick King, der auch das Drehbuch schrieb und den Film mitproduzierte. 2010 folgte die Fortsetzung Sex and the City 2.

## Handlung
Vier Jahre nach dem Ende der Serie scheinen noch immer alle vier Freundinnen ihr persönliches Happy End zu leben. Charlotte und Harry haben die kleine Lily adoptiert, Samantha ist mit Smith nach Los Angeles gezogen, um seine Karriere weiter zu fördern, Miranda und Steve leben mit dem kleinen Brady in Brooklyn und Carrie ist immer noch mit John alias „Mr. Big“ zusammen.
Auf der Suche nach einer gemeinsamen Wohnung stoßen die beiden auf ein Penthouse, das Carrie so sehr begeistert, dass Big beschließt, es zu kaufen. Der viel zu kleine Kleiderschrank wird in einen begehbaren umgebaut, in dem Carrie ein Paar teure von Manolo Blahnik gestaltete Schuhe zur Einweihung hinterlässt. Nach anfänglicher Freude äußert Carrie Sorge um den rechtlichen Aspekt eines gemeinsamen Zuhauses, und Big schlägt daraufhin vor, zu heiraten. Überrascht, aber freudig stimmt Carrie zu. Die beiden beschließen, im kleinen Rahmen die Ehe einzugehen.
Miranda hat Probleme, Familienleben und Arbeit in Einklang zu bringen und beichtet ihren Freundinnen, dass sie seit sechs Monaten keinen Sex mehr mit Steve hatte. Eines Abends gesteht der geknickte Steve, dass er sie betrogen habe. Miranda verlässt ihn, ohne eine Chance auf ein klärendes Gespräch. Auch bei Samantha und Smith ist der Alltag eingekehrt, und Sam fühlt sich zunehmend vernachlässigt. Mit Neid beobachtet sie ihren neuen Nachbarn, der ein ausgeprägtes Sexleben pflegt.
Carrie steht für eine Vogue-Fotoserie in Designerbrautkleidern Model. Als ihr anschließend ein Kleid von Vivienne Westwood zum Geschenk gemacht wird, geraten die Hochzeitsvorbereitungen schnell aus dem Rahmen. Big macht seinem Unmut darüber Luft, lässt die Hochzeitsvorbereitungen jedoch Carrie zuliebe wie geplant weiterlaufen. Am Abend vor der Hochzeit taucht Steve auf, um mit Miranda zu sprechen. Als diese danach verletzt und wütend auf Big trifft, wirft sie ihm an den Kopf, er und Carrie seien verrückt zu heiraten, da die Ehe alles ruiniere. Big ist durch diese Aussage tief erschüttert und erzählt Carrie von seinen Zweifeln, die ihn jedoch beruhigen kann, indem sie ihm versichert, sie würden weiterhin sie selbst sein.
Am nächsten Morgen wird Carrie zur als Hochzeitsort bestimmten New York Public Library gebracht. Big versucht verzweifelt, mit Carrie zu sprechen. Doch die ist von Menschen umschwirrt und in ein riesiges Kleid samt Schleier gehüllt. Wenig später erfährt sie, dass Big sich nicht in der Lage fühlt, sie zu heiraten. Entsetzt verlässt sie mit ihren Freundinnen die Bibliothek und trifft auf der Straße auf Big, der seine Meinung geändert hat. Sie schlägt ihn mit ihrem Brautstrauß, bevor die Frauen wütend davonfahren.
Die Freundinnen begleiten Carrie auf die gebuchte Hochzeitsreise nach Mexiko. Diese erholt sich nur langsam von dem schweren Schlag und wirft ihr Handy ins Meer, um unerreichbar zu sein. Nach der Rückkehr in ihre zwischenzeitlich bereits ausgeräumte Wohnung entschließt sich Carrie, eine Assistentin zu engagieren, die sie in Louise aus St. Louis findet. Carrie bittet sie unter anderem, Bigs E-Mails verschwinden zu lassen, die daraufhin von dieser in ein anderes Postfach umgeleitet werden.
Charlotte stellt zu ihrer Verwunderung und Freude fest, dass sie schwanger ist. Miranda, die trotz ihres schlechten Gewissens nie den rechten Zeitpunkt gefunden hat, gesteht Carrie schließlich ihren Anteil an Bigs Zweifeln. Carrie wirft ihr daraufhin wütend an den Kopf, dass sie deren Trennung von Steve für einen großen Fehler hält. Miranda beginnt eine Paartherapie mit Steve, die zum Ziel hat, dass beide sich getrennt darüber klar werden sollen, ob sie einen Neustart versuchen möchten. Falls ja, werden sie zu einem bestimmten Zeitpunkt auf der Brooklyn Bridge erscheinen. Tatsächlich kommen beide und fallen sich glücklich wieder in die Arme.
Louise, die sich in ihrem Weihnachtsurlaub mit ihrem Exfreund versöhnt hat, eröffnet Carrie, dass sie nach St. Louis zurückkehren wird, um ihn zu heiraten. Samantha lebt in zunehmender Frustration, hat sich einen kleinen Hund als Ablenkung zugelegt und fährt aus der Haut, als Smith sie am Valentinsabend versetzt. Als sie ihre Freundinnen mit deutlicher Gewichtszunahme schockiert, gesteht sie, dass sie sich von ihrem Bedürfnis nach Sex mit ihrem attraktiven Nachbarn durch übermäßiges Essen abzulenken versucht, weil sie sich Smith verpflichtet fühlt. Letztendlich trennt sie sich von Smith, der ihr noch immer viel bedeutet, ihre Bedürfnisse jedoch nicht erfüllen kann.
Die hochschwangere Charlotte trifft in einem Restaurant auf Big. Es kommt zu einer wütenden Auseinandersetzung, bei der ihre Fruchtblase platzt. Big fährt sie daraufhin ins Krankenhaus. Nachdem die kleine Rose geboren ist, erfährt Carrie von den Ereignissen. Harry bittet sie, Big anzurufen, da dieser ihr geschrieben hätte, aber sie nicht antworte. Zuhause durchsucht Carrie ihre Post und E-Mails auf der Suche nach Bigs Nachrichten, bis sie begreift, dass Louise diese einst auf ihren Wunsch umgeleitet hatte. Sie stellt fest, dass Big, der nicht die richtigen Worte finden konnte, ihr viele Liebesbriefe bekannter Männer abgetippt hatte und am Ende das von ihr vorgeschlagene Eheversprechen „Ich werde Dich immer lieben.“ Als sie noch überlegt, ob sie Big kontaktieren soll, ruft Louise an, um ihr mitzuteilen, dass die Schlösser des Penthouses in einer Stunde ausgewechselt werden. Um ihre Schuhe zu retten, springt Carrie ins nächste Taxi. Doch als sie den begehbaren Kleiderschrank betritt, steht Big vor ihr, der den gleichen Gedanken hatte. Die beiden fallen sich glücklich in die Arme und er macht ihr einen Heiratsantrag, den sie mit einem Schuh besiegeln. Die beiden heiraten nun allein auf dem Standesamt. Der anschließenden fröhlichen Feier wohnen nur Carries Freunde und ihre Familien bei. Der Film endet mit Samanthas 50. Geburtstag, den sie im Kreise ihrer Freundinnen feiert.

## Hintergründe
Bereits im Jahr 2004 gab es Gespräche zur Fortsetzung der Serie in einem Kinofilm. Der Film wurde jedoch nicht gedreht, weil Kim Cattrall nicht mitwirken wollte.
Der Film wurde in New York City, Malibu (Kalifornien) und Beverly Hills gedreht. Die Silvercup Studios im Stadtteil Long Island City waren bereits für die Produktion der Fernsehserie verwendet worden. Die Dreharbeiten begannen am 19. September 2007 und endeten am 22. Januar 2008. Die bereits in der Fernsehserie gezeigten Filmsets der Wohnungen von Carrie Bradshaw, Miranda Hobbes und Charlotte York Goldenblatt wurden wiederhergestellt, während für Samantha Jones und Mr. Big neue Wohnungen entworfen wurden. Bradshaws Arbeitstisch war nach dem Ende der Dreharbeiten der Serie einem Museum der Smithsonian Institution übergeben worden, die Rückgabe wurde abgelehnt. Nach schwierigen Verhandlungen wurde der Tisch dem Filmteam für eine begrenzte Zeit ausgeliehen.
Der Film startete unter anderem in Frankreich und in Großbritannien am 28. Mai 2008. Der deutsche Kinostart fand am 29. Mai 2008 statt und der US-amerikanische am 30. Mai 2008. Bei einem geschätzten Budget von 65 Millionen US-Dollar spielte der Film am Startwochenende in den USA 55,7 Millionen Dollar ein. Dies macht den Film zur bisher erfolgreichsten Kinoauswertung einer Fernsehserie. Der Film hat ein Gesamteinspielergebnis von 415 Mio. US-Dollar.

## Kritiken
In einer positiven Kritik sah der film-dienst den Kinofilm stilistisch und inhaltlich als eine nahtlose Fortschreibung der Fernsehserie und hielt das Märchenhafte des bewährten Erfolgskonzepts für legitim. „Das wird auch jetzt wieder in unverkrampfter, fast schon lakonischer Art mit Ironie, Witz, Sex, Sentiment und Lebensweisheit in eine Handlung gehüllt, der man wie selbstverständlich folgt.“
In einer gemischten Kritik meinte Spiegel Online, der mit unzähligen Modemarken versehene Streifen sei ein Garderobenzirkus, bei dem selbst die romantischste der romantischen Gesten, das Heiraten, sofort vermarktet wird. Man fand unter anderem einen Dialog vor, der „die Warenförmigkeit des modernen Menschen“ unübertroffen zum Ausdruck bringe. Der perfekte Partner für diese Frauen sei jedoch nicht ein Mann, sondern die Metropole New York.
Für epd Film war es müßig, festzustellen, dass der Film eine auf Kinofilmlänge aufgeblasene Episode sei. Wie die Serie sei der Film „völlig absurd lächerlich und andererseits durchaus spritzig und amüsant“. Die Handlung wirke zum Teil arg konstruiert, und neben den schillernden Frauen verblassten die Männer.
Für die Frankfurter Rundschau bietet der Film nur Altbekanntes und verbleibt unentschieden zwischen herkömmlichem Spielfilm, gestreckter Einzelfolge und verwesentlichter Serienstaffel. „Vielleicht wirken aber auch die Ermüdungserscheinungen einer Fernsehserie nach, die ihre Idee schlichtweg zu lange überlebte und ihre Figuren in immer absurdere Verwicklungen trieb. Der Film schafft in dieser Hinsicht keine Abhilfe, bietet aber eine würdige Alternative zum allgemein als enttäuschend empfundenen Serienfinale.“ Die schon in der Serie nicht recht überzeugende Konsumfixierung vermöge auch den Film nicht zu tragen.
Auch der Tagesspiegel verglich den Film mit der Serie: „Natürlich ist im Film alles noch eine Nummer größer.“ Leider konzentriere er sich auf die Beziehungskonflikte. New York spiele im Unterschied zur Serie nur noch eine Nebenrolle, und damit gehe der metropolitane Anstrich flöten. Obendrein blieben die Dialoge viel braver. Ein Muss sei der Film ausschließlich für die Fans der Serie.
Die Presse stellte fest, der Regisseur des nur leidlich unterhaltsamen, mit 2½ Stunden zu lang geratenen Streifens bediene Serienerwartungen und versuche gar nicht, Kino zu machen. „Trist ist bei aller Suderei über unbedingte weibliche Selbstbestimmtheit das Einbiegen all der Femmes fashionables in die konservative Lebensplanung.“
Die Stuttgarter Zeitung vermisste jede geistige Erneuerung der Serienwelt, fand die Dialoge braver und stellte in Frage, ob die Vergötterung von Konsummarken wirklich eine Form von Feminismus ist, denn man solle sich auf „permanent kreischende Vierzigjährige vorbereiten, die sich kleiden wie Zwanzigjährige und viel Zeit und wenig Sinn in ihrem Leben haben.“

## Kritikenspiegel
Positiv
- film-dienst Nr. 12/2008, S. 31–32, von Jörg Gerle: Sex and the City: The Movie (Fortsetzung des bewährten Serienkonzepts)
- artechock film, von Felix Fischl: Dimensionen des Realen in der Glamour-Welt (einfühlsame Regiearbeit)

Eher positiv
- Cinema, Nr. 7/2008, von Alex Attimonelli, S. 56  (herzergreifend, gutes Zusammenspiel, Damen charmant und witzig, aber übertriebene Romantik)

Gemischt
- epd Film Nr. 6/2008, S. 35, von Anke Sterneborg: Sex and the City (3 von 5 Sternen; den Erwartungen an die TV-Serie entsprechend)
- Spiegel Online, 27. Mai 2008, von Daniel Haas: Labels, Liebe, Katastrophen
- Stern, 29. Mai 2008, S. 135, Lesen Schauen Hören (der Film sei reifer als die Serie und alles vorhersehbar)

Eher negativ
- Die Presse, 29. Mai 2008, von Markus Keuschnigg: Sex and the City: Teils unfreiwillig komisch (Memento vom 19. September 2008 im Internet Archive) (leidlich unterhaltsam und überlang)
- Der Tagesspiegel, 29. Mai 2008, Ticket S. 3, von Frederik Hanssen: Gute Zeiten, schlechte Zeiten. (archive.org). (nur für die Serien-Fans ein Muss)

Negativ
- Frankfurter Rundschau, 28. Mai 2008, S. 29, von Michael Kohler: Mehr Kaufrausch als Schaulust (nicht überzeugender Fortsatz einer totgelaufenen Serie)
- Stuttgarter Zeitung, 29. Mai 2008, S. 36, von Iris Benker: Shoppen, shoppen, Männer (abschätzig; nicht innovativ, Dialoge braver als in der TV-Serie)

## Einzelbelege
1. ↑   Freigabebescheinigung für Sex and the City – Der Film. Freiwillige Selbstkontrolle der Filmwirtschaft, Mai 2008 (PDF; Prüfnummer: 114 116 K).
2. ↑  Alterskennzeichnung für Sex and the City – Der Film. Jugendmedienkommission.
3. ↑  Vgl. Parker verrät Details über die Fortsetzung, abgerufen am 10. Januar 2010
4. ↑  Thomas Lückerath: "Sex and the City": Neue Hoffnung für einen Kinofilm. In: DWDL.de. 10. November 2004, abgerufen am 27. Juli 2022.
5. ↑  Markus Schlegel: Spekulationen über die Ablehnung von Kim Cattrall werden laut: "Sex and the City" kommt nicht ins Kino. In: rp-online.de. 27. Mai 2004, abgerufen am 5. Juni 2022.
6. ↑  Filming locations for Sex and the City: The Movie, abgerufen am 11. Mai 2008
7. 1 2  Besprechung vom 6. Mai 2008 auf www.emanuellevy.com (Memento des Originals vom 7. April 2014 im Internet Archive)  Info: Der Archivlink wurde automatisch eingesetzt und noch nicht geprüft. Bitte prüfe Original- und Archivlink gemäß Anleitung und entferne dann diesen Hinweis., abgerufen am 11. Mai 2008
8. ↑  Box office / business for Sex and the City: The Movie, abgerufen am 11. Mai 2008
9. ↑  Release dates for Sex and the City: The Movie, abgerufen am 11. Mai 2008
10. 1 2  Boxoffice USA auf spiegel.de, abgerufen am 2. Juni 2008
11. ↑  film-dienst Nr. 12/2008, S. 31–32, von Jörg Gerle: Sex and the City: The Movie
12. ↑  Spiegel Online, 27. Mai 2008, von Daniel Haas: Labels, Liebe, Katastrophen
13. ↑  epd Film Nr. 6/2008, S. 35, von Anke Sterneborg: Sex and the City
14. ↑  Frankfurter Rundschau, 28. Mai 2008, S. 29, von Michael Kohler: Mehr Kaufrausch als Schaulust
15. ↑  Der Tagesspiegel, 29. Mai 2008, Ticket S. 3, von Frederik Hanssen: Gute Zeiten, schlechte Zeiten
16. ↑  Die Presse, 29. Mai 2008, von Markus Keuschnigg: Schneidern und schustern
17. ↑  Stuttgarter Zeitung, 29. Mai 2008, S. 36, von Iris Benker: Shoppen, shoppen, Männer